# Гларнські Альпи
Гларнські Альпи (нім. Glarner Alpen) — гори, частина Західних Альп на сході Швейцарії (кантони Урі, Граубюнден, Гларус, Санкт-Галлен, Швіц і Цуг).
Гларнські Альпи відокремлені від Лєпонтинських Альп на півдні долиною Переднього Рейну і перевалом Оберальп, від східної частини Бернських Альп (на заході) — долиною річки Ройс, зі сходу і півночі обмежуються долиною Рейну.
- Довжина близько 80 км.
- Найвища точка — гора Теді (3623 м).

Назва Гларнських Альп походить від міста і кантону Гларус.
Складений переважно мезо-кайнозойським флішем, частково — вапняками. Опадів понад 2000 мм на рік.
Льодовики (Кларіден, Гріс тощо.). Широколисті і хвойні ліси (бук, ялина, ялиця), вище 1800—1900 м — субальпійські і альпійські луки.